# Белоцерковский сельский совет (Великобагачанский район)
Белоцерковский сельский совет (укр. Білоцерківська сільська рада) — входит в состав Великобагачанского района Полтавской области Украины.
Административный центр сельского совета находится в с. Белоцерковка.

## Населённые пункты совета
- с. Белоцерковка
- с. Герусовка
- с. Дзюбовщина
- с. Коноплянка
- с. Красногоровка
- с. Луговое
- с. Морозовщина
- с. Сидоровщина

## Ликвидированные населённые пункты совета
- с. Солонцы